# Jim Hackett
James Patrick "Jim" Hackett, född 22 april 1955, är en amerikansk företagsledare som är president och VD för den globala biltillverkaren Ford Motor Company sedan den 22 maj 2017 när han efterträdde Mark Fields. Dessförinnan hade han chefspositioner inom The Procter & Gamble Company, VD för Steelcase Inc. mellan 1994 och 2014 och varit tillförordnande idrottschef för universitetet University of Michigans idrottsförening Michigan Wolverines mellan 2014 och 2016.
Han avlade en kandidatexamen i finans vid just University of Michigan, där han samtidigt spelade amerikansk fotboll för Wolverines.